# Gérard Hubert
Pour les articles homonymes, voir Hubert.
Gérard Hubert est un footballeur international réunionnais né le 14 octobre 1980. Il joue milieu de terrain dans le club de la JS Saint-Pierroise.Il joue également avec la Réunion ou il détient le record de sélections.

## Parcours en club
Gérard débute en D1P en 1999 à l'OFC Saint-Paul.La saison suivante après la relégation de la Saint-Pauloise FC, il part pour le Trois-Bassins FC. La saison suivante il retourne à la Saint-Pauloise FC en 2002, il débute sous ses nouvelles couleurs le 10 mars 2002 contre le FC Bénédictine ou d'ailleurs il inscrit le but de la victoire pour son équipe.Un an plus tard, Hubert retrouve la D1P et sera à l'origine des bonnes performances du club et surtout être arrivé en finale de la coupe régionale de France. Ses performances vont l'emmener jusqu’à l'US Stade Tamponnaise ou il remportera son premier titre de champion de la Réunion.
Il retourne de nouveau à la Saint-Pauloise en 2005 à la suite d'un problème de contrat avec la Tamponnaise, a la descente de Saint-Paul en super D2 en 2007, il signe à la JS Saint-Pierroise en 2008 et remporte son deuxième titre de champion de la Réunion. À la remontée de la Saint-Pauloise en D1P, Hubert retourne la Saint-Pauloise FC en remporte la Coupe Régionale de France en 2010, et fait le doublé championnat-coupe de la Réunion en 2011. En 2012, il fait une magnifique saison en remportant la coupe régionale de France.

## Parcours en sélection
Gérard Hubert débute avec la sélection en 2003 ou il sera retenu pour disputer les jeux des îles de l'océan Indien à l'Île Maurice. Le joueur disputera toutes les rencontres dont la finale ou il inscrit le but égalisateur son premier (et le seul) but en sélection mais la Réunion s'incline en finale contre Maurice. Le Saint-Paulois sera appelle régulièrement au point de détenir actuellement le record de sélections avec la Réunion.

## Palmarès
- Champion de la Réunion en 2004,2005,2006,2007 avec l'US Stade Tamponnaise, 2008 avec la JS Saint-Pierroise et 2011 avec la Saint-Pauloise FC.
- Vainqueur de la Coupe Régionale de France en 2006 avec l'US Stade Tamponnaise en 2010 et 2012 avec la Saint-Pauloise FC
- Vainqueur de la Coupe de l'Outre Mer en 2008 et 2012 avec la Réunion.
- Vainqueur de la Coupe de la Réunion en 2011 avec la Saint-Pauloise FC.